# Valle del Almanzora
Pour les articles homonymes, voir Almanzora (homonymie).
Valle del Almanzora est une comarque espagnole située dans la province d'Almería. 
Elle est constituée de la partie supérieure du bassin du fleuve Almanzora. 
Les carrières de marbre de Macael sont les principales ressources industrielles.
La Sierra de Los Filabres forme la limite sud de la Vallée et la Sierra de las Estancias la limite nord.

## Communes
| Ville               | Surface (km2) | Population (2010) | Densité (hab./km2) |
| ------------------- | ------------- | ----------------- | ------------------ |
| Albanchez           | 35            | 814               | 23,26              |
| Albox               | 168           | 11 042            | 65,56              |
| Alcóntar            | 94            | 598               | 6,36               |
| Arboleas            | 65            | 4 731             | 72,78              |
| Armuña de Almanzora | 8             | 339               | 42,38              |
| Bacares             | 95            | 274               | 2,88               |
| Bayarque            | 27            | 233               | 8,63               |
| Cantoria            | 79            | 4 001             | 50,65              |
| Chercos             | 14            | 287               | 20,5               |
| Cóbdar              | 32            | 165               | 5,16               |
| Fines               | 23            | 2 434             | 105,83             |
| Laroya              | 21            | 164               | 7,81               |
| Líjar               | 28            | 514               | 18,36              |
| Lúcar               | 95            | 885               | 9,32               |
| Macael              | 44            | 6 120             | 139,09             |
| Olula del Rio       | 23            | 6 733             | 292,74             |
| Oria                | 235           | 2 888             | 2,29               |
| Partaloa            | 53            | 898               | 16,94              |
| Purchena            | 57            | 1 772             | 32,51              |
| Serón               | 167           | 2 385             | 14,28              |
| Sierro              | 28            | 460               | 16,43              |
| Somontín            | 19            | 528               | 23,63              |
| Suflí               | 10            | 262               | 26,2               |
| Taberno             | 44            | 1 149             | 26,11              |
| Tíjola              | 70            | 3 955             | 56,5               |
| Urrácal             | 25            | 348               | 13,92              |
| Zurgena             | 72            | 3 060             | 42,5               |
| Total               | 1 629         | 57 039            | 35,01              |